# 甘肃紫花野芝麻
甘肃紫花野芝麻（学名：Lamium maculatum var. kansuense）为唇形科野芝麻属下的一个变种。